# Igreja Católica St. Francis de Sales (Lexington, Nova York)
St. Francis DeSales Church é uma igreja católica romana histórica na Church Street em Lexington, Greene County, Nova York. Foi concluída em 1895 e é uma estrutura de armação de luz de um andar, quatro por um, sobre uma fundação de pedra e concreto. Possui um telhado de duas águas com inclinação acentuada, revestimento estreito de tábuas e uma varanda fechada.

Foi adicionado ao Registro Nacional de Lugares Históricos em 1999.  

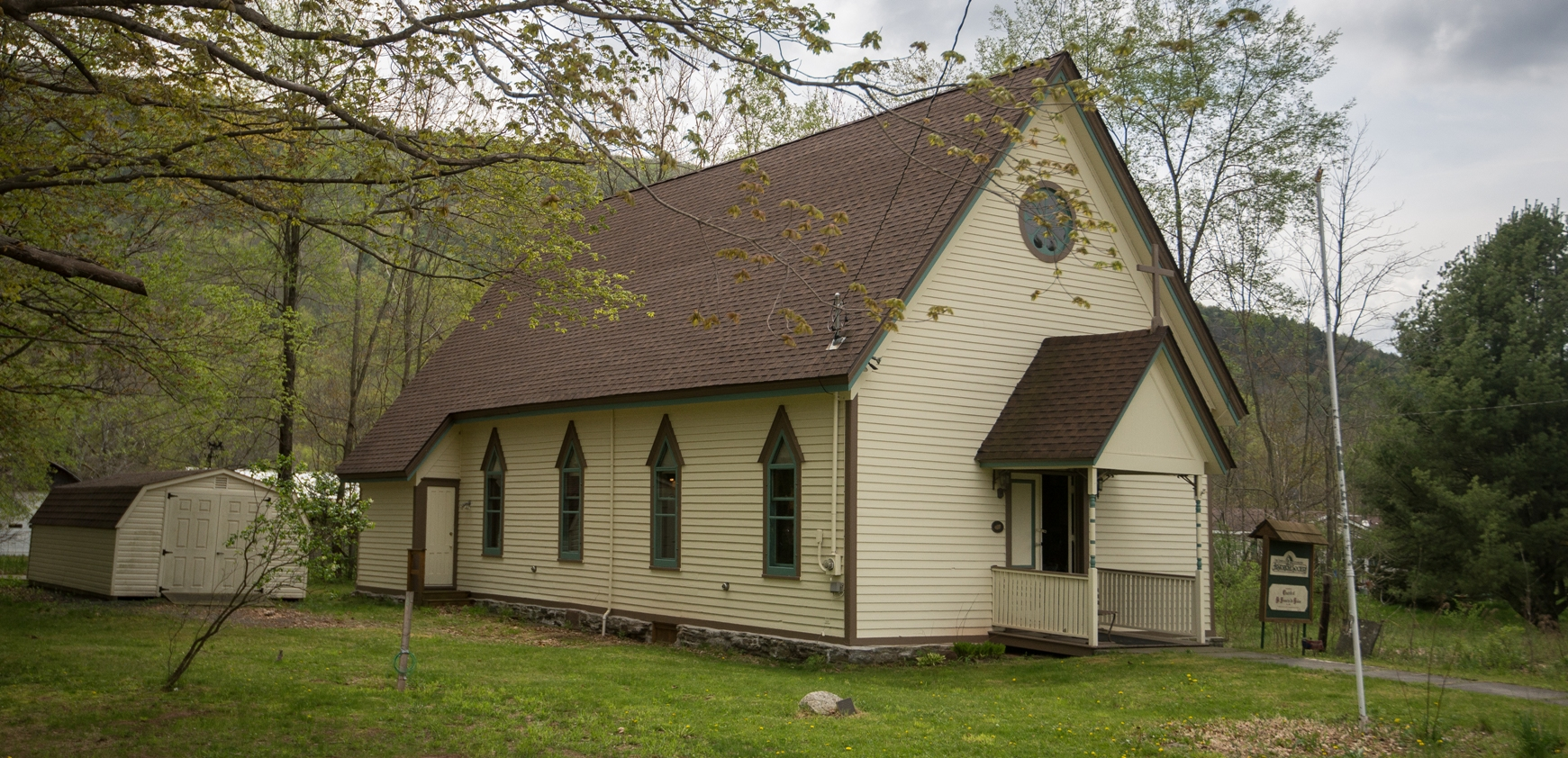
Igreja Católica São Francisco de Sales em 2016